# Radula boryana
Radula boryana är en bladmossart som först beskrevs av Friedrich Weber, och fick sitt nu gällande namn av Christian Gottfried Daniel Nees von Esenbeck och Mont.. Radula boryana ingår i släktet radulor, och familjen Radulaceae. Inga underarter finns listade i Catalogue of Life.